# Charles Halton

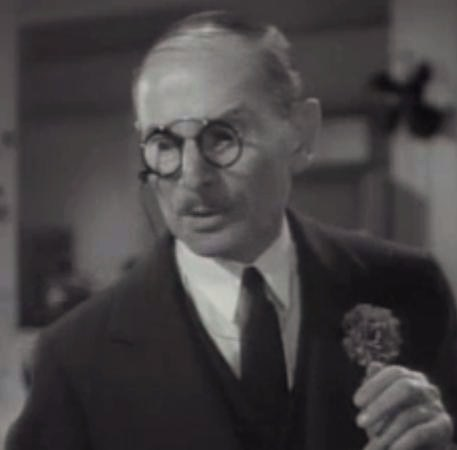
Charles Halton im Film Nancy Drew ... Reporter (1939)

Charles Halton (* 16. März 1876 in Washington, D.C.; † 16. April 1959 in Los Angeles, Kalifornien) war ein US-amerikanischer Film- und Theaterschauspieler.

## Leben
Charles Halton besuchte die Schauspielschule Academy of Dramatic Arts in New York. 1901 gab er sein Broadwaydebüt, wo er in einem Zeitraum von fast 50 Jahren in über 35 Produktionen auftrat. Seinen ersten Film The Adventurer drehte Halton bereits im Jahre 1917, doch während der Stummfilmzeit waren seine Filmauftritte nur gelegentlicher Natur. Erst Mitte der 1930er-Jahre, als er fast 60 Jahre alt war, zog er nach Hollywood und war ab diesem Zeitpunkt ein vielbeschäftigter Nebendarsteller. Insbesondere in den 1940er-Jahren spielte er in zahlreichen bekannten Filmen sowohl größere als auch kleinere Nebenrollen. Meistens verkörperte der schmächtige, bebrillte Charakterdarsteller ernst wirkende Autoritätsfiguren wie Anwälte, Richter, Beamte, Geschäftsmänner der Bankiers, die häufig unliebsame Entscheidungen trafen oder ausführten. Viele seiner streng, distanziert oder pragmatisch auftretenden Figuren handelten nach dem Prinzip „Es tut mir leid, aber es ist mein Job“.
Eine seiner bekanntesten Rollen hatte er als Warschauer Theaterproduzent Dobosh in Ernst Lubitschs turbulenter Komödie Sein oder Nichtsein aus dem Jahre 1942. Von Alfred Hitchcock wurde Halton Anfang der 1940er-Jahre in gleich drei Filmen besetzt, darunter als Beamter in der Komödie Mr. und Mrs. Smith, welcher die Heirat zwischen Carole Lombard und Robert Montgomery für ungültig erklärt. Während er in einigen Filmen größere Nebenrollen innehatte, blieben viele seiner kürzeren Filmauftritte in den Credits unerwähnt. Dies trifft auch auf eine seiner heute bekanntesten Rollen zu, nämlich als verhängnisvoller Bankprüfer Mr. Carter im Weihnachtsklassiker Ist das Leben nicht schön?. Eine Abkehr von seinen üblichen Rollen bildete sein Auftritt im Anti-Nazi-Propagandafilm Enemy of Women (1944), wo er einen freundlichen Geschichtenerzähler im Kinder-Radioprogramm spielt, welcher von den Nationalsozialisten wegen seiner ehrenhaften Haltung inhaftiert wird.
Ab den 1950er-Jahren war er auch in Gastrollen in einigen Fernsehsendungen zu sehen, gleichzeitig zog er sich zunehmend aus dem Schauspielgeschäft zurück. Sein letzter von rund 175 Filmen war High School Confidential! aus dem Jahre 1958. Charles Halton starb einen Monat nach seinem 83. Geburtstag an Hepatitis. Über sein Privatleben ist nur bekannt, dass er mit Lelah Halton verheiratet war.

## Filmografie (Auswahl)
- 1917: Der Abenteurer (The Adventurer)
- 1919: The Climbers
- 1930: Laughter
- 1931: Honor Among Lovers
- 1933: Storm at Daybreak
- 1933: His Double Life
- 1936: Nimm, was du kriegen kannst (Come and Get It)
- 1936: Gold Diggers of 1937
- 1937: Geheimbund Schwarze Legion (Black Legion)
- 1937: Stolen Holiday
- 1937: Ready, Willing and Able
- 1937: Virginia auf Männerfang (Woman Chases Man)
- 1937: Sternschnuppen (Pick a Star)
- 1937: The Road Back
- 1937: Sackgasse (Dead End)
- 1937: Der Gefangene von Zenda (The Prisoner of Zenda)
- 1938: Goldene Erde Kalifornien (Gold Is Where You Find It)
- 1938: Blaubarts achte Frau (Bluebeard’s Eighth Wife)
- 1938: Im Namen des Gesetzes (I Am the Law)
- 1938: Room Service
- 1938: A Man to Remember
- 1939: Jesse James, Mann ohne Gesetz (Jesse James)
- 1939: Herr des wilden Westens (Dodge City)
- 1939: Juarez
- 1939: Der junge Mr. Lincoln (Young Mr. Lincoln)
- 1939: Lady of the Tropics
- 1939: Weg aus dem Nichts (Dust Be My Destiny)
- 1939: Der Glöckner von Notre Dame (The Hunchback of Notre Dame)
- 1939: Charlie Chan auf der Schatzinsel (Charlie Chan at Treasure Island)
- 1939: Golden Boy
- 1939: Swanee River
- 1940: Rendezvous nach Ladenschluß (The Shop Around the Corner)
- 1940: Paul Ehrlich – Ein Leben für die Forschung (Dr. Ehrlich’s Magic Bullet)
- 1940: Goldschmuggel nach Virginia (Virginia City)
- 1940: Dr. Zyklop (Dr. Cyclops)
- 1940: Hochzeit wider Willen (The Doctor Takes a Wife)
- 1940: Lillian Russell
- 1940: Nachts unterwegs (They Drive by Night)
- 1940: Liebling, du hast dich verändert (I Love You Again)
- 1940: Glückspilze (Lucky Partners)
- 1940: Stranger on the Third Floor
- 1940: Der Auslandskorrespondent (Foreign Correspondent)
- 1940: Der Westerner (The Westerner)
- 1940: Little Nellie Kelly
- 1940: Behind the News
- 1941: Mr. und Mrs. Smith (Mr. & Mrs. Smith)
- 1941: Die kleinen Träume von der weiten Welt (The Great Mr. Nobody)
- 1941: Tabakstraße (Tobacco Road)
- 1941: Der Dollarregen (Million Dollar Baby)
- 1941: Verlobung mit dem Tod (The Smiling Ghost)
- 1941: Mit einem Fuß im Himmel (One Foot in Heaven)
- 1941: Tödlicher Pakt (Unholy Partners)
- 1941: H.M. Pulham, Esq. (H. M. Pulham)
- 1942: Helden der Lüfte (Captains of the Clouds)
- 1942: Fräulein Mama (The Lady is Willing)
- 1942: Sein oder Nichtsein (To Be or Not to Be)
- 1942: Die Freibeuterin (The Spoilers)
- 1942: Saboteure (Saboteur)
- 1942: Der Draufgänger von Boston (In Old California)
- 1942: Ein Kuß zuviel (They All Kissed the Bride)
- 1942: There’s One Born Every Minute
- 1942: Abenteuer in Panama (Across the Pacific)
- 1942: Meine Schwester Ellen (My Sister Eileen)
- 1943: Die Wunderpille (Jitterbugs)
- 1943: Das zweite Gesicht (Flesh and Fantasy)
- 1944: Up in Arms
- 1944: Es geschah morgen (It Happened Tomorrow)
- 1944: Address Unknown
- 1944: Wilson
- 1944: Enemy of Women
- 1944: Der dünne Mann kehrt heim (The Thin Man Goes Home)
- 1945: Ein Baum wächst in Brooklyn (A Tree Grows in Brooklyn)
- 1945: Rhapsodie in Blau (Rhapsody in Blue)
- 1946: Mein Herz gehört dem Rebellen (The Fighting Guardsman)
- 1946: Ich sing’ mich in dein Herz hinein (Because of Him)
- 1946: Schwester Kenny (Sister Kenny)
- 1946: Die besten Jahre unseres Lebens (The Best Years of Our Lives)
- 1946: Ist das Leben nicht schön? (It’s a Wonderful Life)
- 1947: So einfach ist die Liebe nicht (The Bachelor and the Bobby-Soxer)
- 1948: Summer Holiday
- 1948: My Dear Secretary
- 1948: Spuren im Sand (3 Godfathers)
- 1950: Der Nevada-Mann (The Nevadan)
- 1950: So ein Pechvogel (When Willie Comes Marching Home)
- 1950: Stella
- 1951: Hochzeitsparade (Here Comes the Groom)
- 1952: Carrie
- 1953: Fotograf aus Liebe (I Love Melvin)
- 1954: Meet Mr. McNutley (Fernsehserie, 2 Folgen)
- 1954: Ein neuer Stern am Himmel (A Star Is Born)
- 1955: The Lone Ranger (Fernsehserie, Folge 4x22 Der König von Arizona)
- 1956: Lockende Versuchung (Friendly Persuasion)
- 1958: Mit Siebzehn am Abgrund (High School Confidential)